# Карпенко, Елена Алексеевна
Елена Карпенко (род. 16 сентября 1981, Киев) — украинская певица, композитор и поэт, член Национального общества писателей (2013) и Национального общества журналистов Украины (2014).
Пишет и исполняет музыку во многих стилях, а именно: джаз, блюз, рок, этно, классика. Выступает с концертами на Украине и за её пределами.

## Биография
Училась на гуманитарном факультете (1998…2002) и на магистерской программе «Журналистика» (2002…2005) в "Национальном университете «Киево-Могилянская Академия», а также на вокальном факультете Национальной музыкальной академии Украины имени Петра Ивановича Чайковского в классе профессора Г. Сухоруковой и доцента Л. Гармаш (2003…2007).
В 2011 году по приглашению Председателя Совета Европы дала сольный концерт в Страсбурге в честь двадцатой годовщины независимости Украины.
В 2015 году авторской песней «Оранта» Solomia завершала объединённый показ украинских дизайнеров во время Нью-Йоркской недели моды.
Песня «Русалка» (слова Тараса Шевченко, музыка Елены Карпенко) звучит в документальном фильме «Сердце мамы. Гонгадзе» (режиссёр Вячеслав Бегун, 2015).
С 2015 года Елена Карпенко является членом жюри престижного Международного литературного конкурса романов, пьес, киносценариев, песенной лирики и произведений для детей «Коронация слова» (Украина).
В 2016 году Елена Карпенко выступила с благотворительным концертным туром в США. Все средства от концертов были переданы в пользу детей, потерявших кого-либо из родителей во время военных действий на Востоке Украины.

## Публикации
Книги:

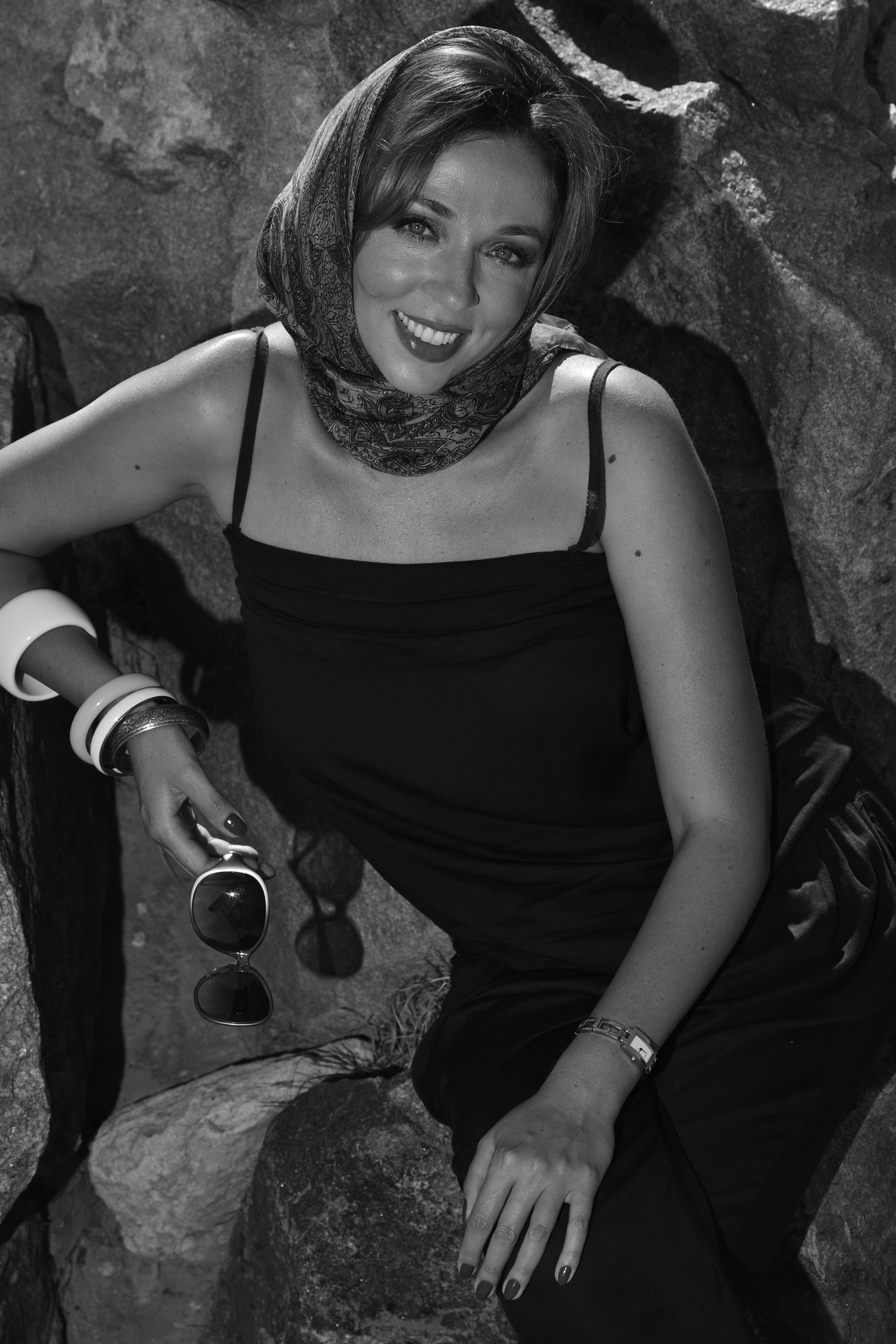
Елена Карпенко, август 2015

- «Прикосновение» (Киев, 1998) — собрание стихов;
- «Ожерелье» (укр. «Намисто») (Киев, «КМ Академія», 2005) — собрание стихов;
- «Диалоги с тишиной» (укр. «Діалоги з тишею») (Киев, «Дніпро», 2014) — собрание стихов;
- «Троянские кони телерекламы. Языковые манипуляции» (укр. «Троянські коні телереклами. Мовні маніпуляції» (Киев, «Смолоскип», 2007) — научно-публицистическая книга;[1]
- «Учебник ангела» (укр. «Підручник янгола») (Киев, «Фенікс», 2016; Киев, «Самміт-Книга», 2017) — роман;
- «Солнце не умеет светить наполовину» (укр. «Сонце не вміє світити наполовину») (2017);
- «Сердце Европы» (укр. «Серце Європи» (2017);
- «Мята» (укр. «М’ята») (2018);
- «С Украиной в сердце» (укр. «З Україною в серці») (2018);
- «Шёпотом» (укр. «Пошепки») (2018);
- «Тёплые истории про Киев» (укр. «Теплі історії про Київ») (2018);
- «Женская грудь: страсть и боль» (укр. «Жіночі груди: пристрасть та біль») (2019).

Публикации в альманахах, антологиях и собраниях:
- «100 молодых поэтов Украины: Антология» (укр. «100 молодих поетів України: Антологія») (Киев, 2006);
- «Творческие силы Украины +» (укр. «Творчі сили України +» (Киев, 2011);
- «Новая украинская поэзия» (в переводе на болгарский язык, София — Варна, 2012);
- «Terra poetica» (в переводе на английский язык, Киев, «Самміт-Книга», 2014);
- «8 женщин» (укр. «8 жінок») (Киев, «Самміт-Книга», 2016);[2]
- «Terra poetica — 2016» (Киев, «Самміт-Книга», 2016)[3].

Дискография
В музыкальном багаже — три сольных авторских альбома:
- «Solomia» (Киев, 2007) — на английском и украинском языках;
- «Rondo» (Киев, Atlantic Records, 2011) — на английском и украинском языках;[4]
- «День рождения» (укр. «День народження») (Киев, Atlantic Records, 2011) — песни для детей на украинском языке.
- «Shadow» (2019);
- «Sky Flight» (2019).

Синглы:
- «Carmen» (2019)
- «La Traviata» (2019)
- «Serenade» (2019)

Также песни Solomia вошли в музыкальные сборники:
- «Молодые звёздочки Украины» (укр. «Молоді зірочки України») (2005);
- «Just Talents» (США, 2007);
- «Positive Music» (США, 2007).

## Награды
Победительница и лауреат национальных, международных и всемирных конкурсов по литературе, вокалу и композиции, а именно:
- «Billboard World Song Contest» (США, 2007 и 2009);
- «Song Of The Year» (США, 2007);
- «Toronto Exclusive Magazine Awards» (Канада, 2007);
- «Смолоскип» (Украина, 2004 и 2006);
- «Рукомесло» (Украина, 2005);
- «ШевченкоФест» (Украина, 2007);
- «Таланты твои, Украина» (укр. «Таланти твої, Україно») (1996) и др.